# داگلاس وای۱بی-۷
داگلاس وای۱بی-۷ (به انگلیسی: Douglas Y1B-7) یک هواپیمای ساختِ کارخانهٔ شرکت هواپیماسازی داگلاس در کشور ایالات متحده آمریکا است که در سال ۱۹۳۲ ساخته شد. نخستین استفاده‌کنندهٔ این هواپیما تفنگداران هوایی ارتش ایالات متحده آمریکا بوده‌است. این هواپیما برای نخستین بار در ۱۹۳۱ میلادی مورد استفاده قرار گرفت.